# Coxicerberus littoralis
Coxicerberus littoralis is een pissebed uit de familie Microcerberidae. De wetenschappelijke naam van de soort is voor het eerst geldig gepubliceerd in 1956 door Chappuis & Delamare-Deboutteville.